# 亀山社中記念館
亀山社中記念館（かめやましゃちゅうきねんかん）は、長崎県長崎市伊良林にある坂本龍馬らにより1865年、長崎で結成された浪士結社・貿易結社「亀山社中」の跡を長崎市が整備した記念館である。

## 概要
元々は亀山焼という陶器を焼いていた場所であったが、慶応元年（1865年）に廃窯となった。小曽根乾堂の資金援助を受けて亀山焼関連の跡地を高田利平が購入。龍馬らはその家屋を借り受けて、亀山社中を起こした。
その遺構を現在の建物所有者の厚意により、長崎市が当時の姿に近い形で整備し、2009年（平成21年）8月1日から公開を始めた。名誉館長は俳優の武田鉄矢が努めている。母屋は10畳、8畳、3畳の部屋と土間に分かれており、3畳の部屋と土間の上には隠し部屋である中二階があり、有事の際に数人が潜むことができる広さがある。また現在は失われているが、母屋の北側に土蔵と馬小屋もあったと伝わる。複製の龍馬の書簡や紋服、刀、ブーツなどが展示されている。
2011年（平成23年）2月には、高知市立龍馬の生まれたまち記念館と姉妹友好館の締結を果たした。

## 施設情報
- 所在地 - 長崎県長崎市伊良林2丁目7番24号
- 休館日 - 年中無休
- 開館時間 - 9:00～17:00
- 入館料 - 一般 300円、高校生200円、小・中学生 150円

## 交通アクセス
- 長崎バス - 長崎駅前東口「50線市役所経由風頭山」行き「風頭山」下車 徒歩約11分
- 路面電車 - 長崎駅から長崎電気軌道3号系統で7分、新大工町電停下車、徒歩約15分